# 오마르 알소마
오마르 제하드 알소마(아랍어: عمر جهاد السومة, Omar Jehad Al Somah, 1989년 3월 23일 ~ )는 시리아의 축구 선수로 현재 모로코 보톨라 프로 1의 위다드 AC에서 공격수로 활약하고 있으며 시리아 대표팀의 주장을 맡고 있다.

## 클럽 경력

### 초기 경력
12세에 알포투와 SC의 유소년 팀에 입단하여 17세의 나이로 성인팀으로 승격된 뒤 데뷔 시즌인 2008-09 시즌 리그 12골을 기록하며 득점 3위에 입상하는 기염을 토했고 이에 앞서 2007-08 시리아 U-18 프리미어 디비전에서도 무려 29골을 터뜨리는 엄청난 활약을 선보이며 득점왕에 이름을 올렸다.

### 카디시야 SC
2011년 쿠웨이트 프리미어리그의 카디시야 SC로 이적한 후 주전 공격수로 3시즌간 공식전 122경기 83골의 맹활약을 펼치며 팀에 2번의 리그 우승과 4번의 컵대회 우승, 2014년 쿠웨이트 리그컵 우승, 2연속 쿠웨이트 슈퍼컵 우승을 안긴 것은 물론 카디시야에서 마지막 시즌이었던 2013-14 시즌에서는 무려 23골로 리그 득점왕에 오르는 영예를 안았다.

### 알아흘리 사우디
2013-14 시즌 이후 쿠웨이트를 떠나 2014년 7월 사우디 프로페셔널리그의 알아흘리 사우디로 이적하자마자 2경기 만에 해트트릭을 기록하는 등 좋은 모습을 보이면서 2015년 1월 입단 6개월만에 재계약에 성공했다.
그리고 알아흘리에서의 첫 시즌인 2014-15 시즌부터 2021-22 시즌까지 공식전 245경기 195골의 엄청난 득점력으로 2015-16 시즌 리그 우승, 2016-17 시즌 리그 준우승, 2016년 사우디아라비아 국왕컵 우승, 같은 해 사우디아라비아 슈퍼컵 우승, 2016-17 사우디 국왕컵 준우승, 2017년 AFC 챔피언스리그 8강, 2017-18 시즌 리그 준우승, 2018-19년 아랍 클럽 챔피언스컵 4강, 2019-20 시즌 리그 3위, 2020년 AFC 챔피언스리그 8강 진출에 이바지한 것은 물론 3시즌 연속 리그 득점왕에도 오르는 등 알아흘리 사우디의 특급 에이스로 맹활약을 펼쳤다.

### 알아라비 SC
2020-21 시즌부터 2시즌간 알아흘리 사우디가 이렇다할 성적을 거두지 못한 끝에 결국 2021-22 시즌 리그 15위에 머무르며 사우디 퍼스트 디비전 리그로 강등되는 수모를 겪자 2021-22 시즌 종료 후 카타르 스타스 리그의 알아라비 SC로 임대 이적했다.
그리고 임대 이적 후 2022-23 시즌 공식전 27경기 27골을 터뜨리며 리그 준우승, 카타르 에미르컵 우승 등에 공헌했으며 2023-24 시즌을 앞둔 2023년 7월 21일 알아라비 SC 완전 이적에 합의한 뒤 2024-25 시즌 겨울 이적 시장 전까지 공식전 32경기 20골을 터뜨렸다.

### 알오로바 FC
2024-25 시즌 겨울 이적 시장을 통해 사우디 프로페셔널리그의 알오로바 FC와 이적에 합의하며 3년만에 사우디 리그로 전격 복귀하여 리그 17경기 11골을 터뜨렸다.

### 위다드 AC
2024-25 시즌을 마친 후 모로코 보톨라 프로 1의 명문 위다드 AC로 트레이드되며 데뷔 이후 처음으로 아프리카 리그에 진출한 뒤 이탈리아 세리에 A의 강호 유벤투스 FC와의 2025년 FIFA 클럽 월드컵 G조 2차전에서 위다드 이적 후 첫 경기를 치렀다.

## 국가대표팀 경력

### 시리아 청소년 대표팀
청소년 대표팀 시절 2008년 AFC U-19 챔피언십, 2009년 지중해 경기 대회, 2012년 하계 올림픽 아시아 지역 예선에 출전했고 특히 이 가운데 시리아 U-23 대표팀 소속으로 출전한 2012년 하계 올림픽 아시아 지역 예선에서 팀의 주전 공격수로 8경기 4골을 터뜨리며 팀의 플레이오프 진출에 이바지했다.

### 시리아 A대표팀
이라크와의 2012년 WAFF 챔피언십 B조 조별리그 1차전에서 시리아 A대표팀 소속으로 국제 A매치 데뷔전을 치러 이 대회에서 1987년 지중해 경기 대회 금메달 이후 팀의 25년만의 국제 대회 우승을 맛보았지만 이 대회 우승 직후 시리아 반군을 지지하는 퍼포먼스와 인터뷰를 한 후 대표팀에서 멀어졌다.
하지만 시리아 내전으로 고통받고 있는 시리아 국민들에게 다시금 희망을 안기고 싶다며 대표팀에 복귀했고 이후 아자디 스타디움에서 열린 이란과의 2018년 FIFA 월드컵 아시아 지역 최종 예선 B조 최종전 원정 경기에서 후반 추가시간 무렵 자신의 A매치 데뷔골을 동점골로 장식하며 시리아 축구 역사상 첫 월드컵 아시아 지역 예선 플레이오프 진출에 기여했으며 호주와의 플레이오프에서도 2골을 기록하며 분전했지만 팀은 아쉽게도 탈락의 고배를 마셨다.
그 후 2022년 FIFA 월드컵 아시아 지역 2차 예선에서 무려 7골을 터뜨리며 2회 연속 아시아 지역 최종 예선 진출을 이끌었고 최종 예선에서도 3골을 터뜨리며 분전했으나 팀은 1승 3무 6패·A조 5위의 아쉬운 성적으로 최종 예선을 마감해야 했다.
그리고 2023년 AFC 아시안컵 본선에는 출전하지 못했고 국가대표팀 은퇴를 선언하며 11년간의 국가대표팀 선수 생활에 마침표를 찍는 듯 했지만 며칠 후 대표팀 은퇴를 번복하면서 대표팀에 전격 복귀했다.
대표팀 복귀 이후 첫 경기인 북한과의 2026년 FIFA 월드컵 아시아 지역 2차 예선 B조 5차전에서 대표팀 복귀전을 치른 뒤 일본과의 최종전에도 선발로 출전했으나 북한과의 5차전에서는 0-1로 패했고 일본과의 최종전에서는 0-5로 대패하며 3회 연속 월드컵 아시아 지역 최종 예선 진출 대신 2027년 AFC 아시안컵 최종 예선 진출에 만족해야 했다.

## 수상

### 클럽
알포투와 SC
- 시리아 프리미어 디비전 U-18 리그 : 우승 (2007-08)
- 시리아 2부 리그 북부 지구 : 우승 (2009-10)

 카디시야 SC
- 쿠웨이트 프리미어리그 : 우승 (2011-12, 2013-14), 준우승 (2012-13)
- 쿠웨이트 에미르컵 : 우승 (2012, 2013), 준우승 (2014)
- 쿠웨이트 크라운 프린스컵 : 우승 (2013, 2014), 준우승 (2012)
- 쿠웨이트 페더레이션컵 : 우승 (2012-13)
- 쿠웨이트 슈퍼컵 : 우승 (2012, 2014), 준우승 (2013)
- AFC 챔피언스리그 투 : 우승 (2014), 준우승 (2013)

 알아흘리 사우디
- 사우디 프로페셔널리그 : 우승 (2015-16), 준우승 (2014-15, 2016-17, 2017-18), 3위 (2019-20)
- 사우디 크라운 프린스컵 : 우승 (2014-15), 준우승 (2015-16)
- 사우디아라비아 국왕컵 : 우승 (2016), 준우승 (2017)
- 사우디아라비아 슈퍼컵 : 우승 (2016)
- 아랍 클럽 챔피언스컵 : 4강 (2018-19)

 알아라비 SC
- 카타르 스타스 리그 : 준우승 (2022-23)
- 카타르 에미르컵 : 우승 (2022-23)

### 국가대표팀
시리아
- WAFF 챔피언십 : 우승 (2012)